# Elke Holst
Elke Holst ist eine deutsche Wirtschaftswissenschaftlerin. Sie war Forschungsdirektorin Gender Studies und Senior Economist am Deutschen Institut für Wirtschaftsforschung (DIW) Berlin. Ihr Forschungsschwerpunkt ist Arbeitsmarkt.

## Leben
Elke Holst studierte Volkswirtschaft an der Johann-Wolfgang-Goethe Universität in Frankfurt am Main. Nach ihrem Abschluss promovierte Holst am Fachbereich Wirtschaft und Management der Technischen Universität Berlin. Anschließend habilitierte sie sich in Volkswirtschaftslehre an der Universität Flensburg. Holst war zunächst Lehrbeauftragte, dann Privatdozentin an ihrer Habilitationsuniversität in Flensburg.
Holst verbrachte längere Zeit im Ausland, um verschiedene Forschungsaufenthalte zu absolvierten. Unter anderem war sie an der Brandeis University, der University of California, Santa Barbara, der Stanford University sowie der University of Massachusetts in Boston.
Nach verschiedenen Tätigkeiten in der Privatwirtschaft, der öffentlichen Verwaltung und der Wissenschaft war Elke Holst seit den 1980er-Jahren als Wissenschaftlerin am Deutschen Institut für Wirtschaftsforschung Berlin beschäftigt. Von Dezember 2010 bis Mai 2019 war sie Forschungsdirektorin Gender Studies und Senior Economist am DIW Berlin. Ihre Nachfolge trat Katharina Wrohlich an.
Die Forschungsinteressen der Arbeitsmarktexpertin liegen im Bereich Labor Economics und Gender Economics, sie arbeitet insbesondere zum Gender-Pay-Gap und vertikaler/horizontaler Geschlechtersegregation. Holst hat zahlreiche wissenschaftliche Publikationen zu den Themen veröffentlicht. In verschiedenen Medien wurden ihre Aufsätze und Forschungsarbeiten rezipiert und zitiert.

## Zitat
Holst äußert sich dezidiert frauenpolitisch:
„Es brauchte erst einen Weltkrieg, bevor Frauen das Wahlrecht vor 100 Jahren in Deutschland erhielten. Während die Männer an die Front mussten, hatten Frauen „ihren Mann“ gestanden. Dank zahlreicher mutiger politischer Kämpfe ist die formale Gleichberechtigung von Frauen und Männern heute gesetzlich verankert. Das ist eine große Leistung! Doch in der Realität sind Frauen noch oft im Nachteil. So liegt etwa ihr Stundenverdienst um mehr als ein Fünftel unter dem der Männer und in Machtpositionen sind sie stark unterrepräsentiert. Deshalb lohnt es sich auch heute noch für die tatsächliche Gleichstellung von Frauen zu streiten, so dass diese in weit weniger als 100 Jahren zur Wirklichkeit wird.“

## Publikationen
- Liste der Publikationen von PD. Dr. Elke Holst (PDF, 193 KB)